# Задача о скрещённых лестницах

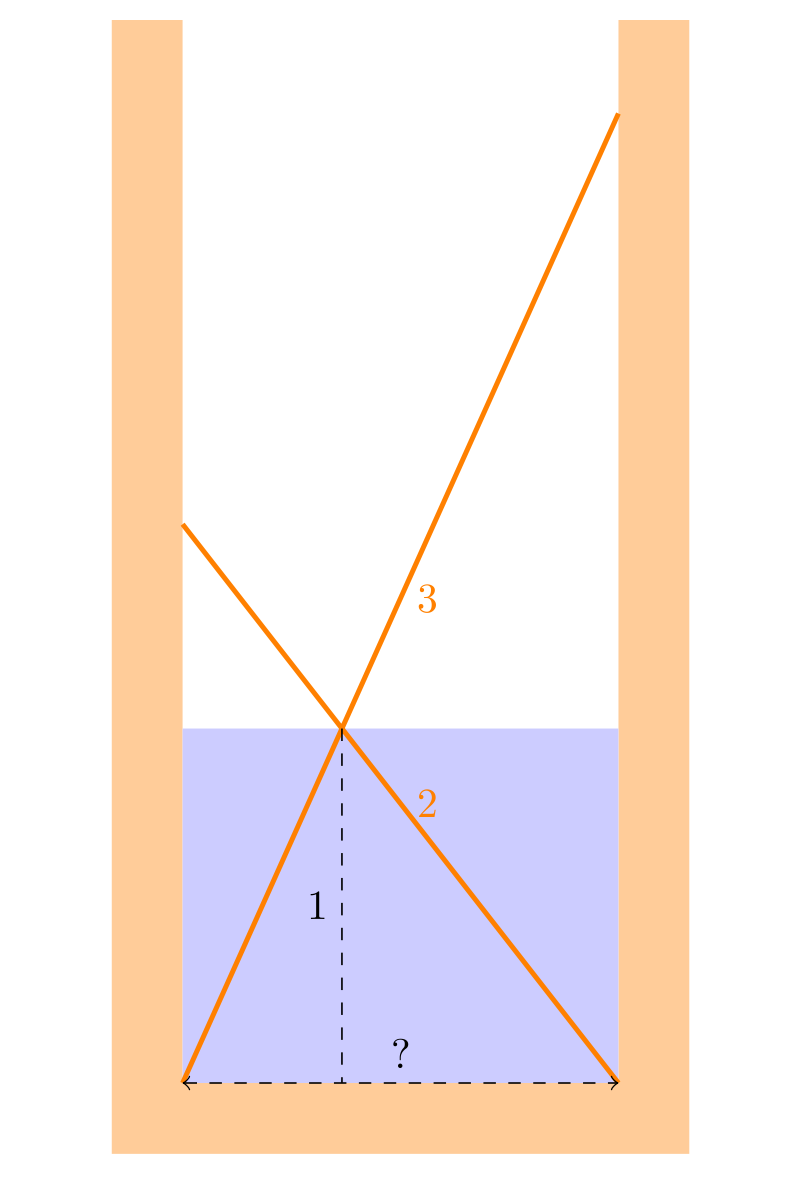

Задача о скрещенных лестницах — это занимательная геометрическая задача, которая появлялась в различных публикациях по занимательной математике и регулярно обсуждается в Интернете. Упоминания этой задачи известны с 1895 года. Примечательна тем, что имеет просто сформулированное условие, и с применением общеизвестных теорем планиметрии сводится к системе несложных уравнений; однако эта система сводится к уравнению четвёртой степени, и в общем случае его точное решение в радикалах имеет весьма сложную форму. Хотя решение при целочисленных входных данных всегда является алгебраическим числом, оно зачастую является иррациональным.
Задача может встречаться под другими названиями (например, как задача о колодце) или с вариациями условия, с использованием различных длин «лестниц» и высоты пересечения. Иногда требуется найти необычные решения, например, когда все длины являются целочисленными.

## Условие

Скрещённые лестницы длиной и. Высота пересечения равна половине среднего гармонического высот и (оптическое уравнение). Даны,,. Найти.

Две лестницы длиной {\displaystyle a} и {\displaystyle b} стоят крест-накрест через переулок, как показано на рисунке. Лестницы пересекаются на высоте {\displaystyle h} от земли. Какова ширина переулка {\displaystyle w}?

## Решение
Обозначим как {\displaystyle A} и {\displaystyle B} высоты точек, в которых опираются на стены лестницы длиной {\displaystyle b} и {\displaystyle a} соответственно (как на рисунке).
Условие задачи подразумевает, что
{\displaystyle w>0},
{\displaystyle a>w},
{\displaystyle b>w},
{\displaystyle h>0},
{\displaystyle A>h},
{\displaystyle B>h}.

### Вывод оптического уравнения для высот
Обозначим части основания слева и справа от высоты {\displaystyle h} как {\displaystyle w_{1}} и {\displaystyle w_{2}} соответственно. {\displaystyle w_{1}>0}, {\displaystyle w_{2}>0}.
Угол между {\displaystyle a} и {\displaystyle w} является общим для двух подобных треугольников с основаниями {\displaystyle w} и {\displaystyle w_{1}}. Из подобия треугольников следует пропорция
{\displaystyle {\frac {B}{w}}={\frac {h}{w_{1}}}}.
Аналогично
{\displaystyle {\frac {A}{w}}={\frac {h}{w_{2}}}}.
Откуда в сочетании с равенством {\displaystyle w_{1}+w_{2}=w} следует, что
{\displaystyle {\frac {1}{A}}+{\frac {1}{B}}={\frac {1}{h}}}.
Заметим, что рассуждение остаётся верным в более общем случае, когда «стены» не перпендикулярны земле, а наклонены под одинаковым углом (то есть параллельны), и «высота» {\displaystyle h} проведена параллельно им. Фактически здесь доказана теорема

Длина отрезка, проведённого между боковыми сторонами трапеции через точку пересечения ее диагоналей параллельно основаниям, равна среднему гармоническому длин оснований. При этом точка пересечения диагоналей делит этот отрезок пополам.

### Вывод уравнения для ширины переулка
Из выведенного выше уравнения для высот и двух теорем Пифагора
{\displaystyle A^{2}+w^{2}=b^{2}},
{\displaystyle B^{2}+w^{2}=a^{2}}
следует уравнение с одной неизвестной {\displaystyle w}:
{\displaystyle {\frac {1}{\sqrt {a^{2}-w^{2}}}}+{\frac {1}{\sqrt {b^{2}-w^{2}}}}={\frac {1}{h}}}.
Заметим, что при {\displaystyle a=b} ответ выводится легко: {\displaystyle w={\sqrt {a^{2}-4h^{2}}}}. В дальнейшем будем рассматривать более сложный случай {\displaystyle a\neq b}.

### Пример сведения к уравнению четвёртой степени
{\displaystyle {\frac {h}{\sqrt {a^{2}-w^{2}}}}+{\frac {h}{\sqrt {b^{2}-w^{2}}}}=1},
{\displaystyle {\frac {1}{{\frac {1}{h}}{\sqrt {a^{2}-w^{2}}}}}+{\frac {1}{{\frac {1}{h}}{\sqrt {b^{2}-w^{2}}}}}=1},
{\displaystyle {\frac {1}{\sqrt {{\frac {a^{2}}{h^{2}}}-{\frac {w^{2}}{h^{2}}}}}}+{\frac {1}{\sqrt {{\frac {b^{2}}{h^{2}}}-{\frac {w^{2}}{h^{2}}}}}}=1}.
Обозначим
{\displaystyle x={\frac {a^{2}+b^{2}}{2h^{2}}}-{\frac {w^{2}}{h^{2}}}}.
Тогда
{\displaystyle {\frac {w^{2}}{h^{2}}}={\frac {a^{2}+b^{2}}{2h^{2}}}-x},
{\displaystyle w={\sqrt {{\frac {a^{2}+b^{2}}{2}}-xh^{2}}}},
и после подстановки
{\displaystyle {\frac {1}{\sqrt {x+{\frac {a^{2}-b^{2}}{2h^{2}}}}}}+{\frac {1}{\sqrt {x+{\frac {b^{2}-a^{2}}{2h^{2}}}}}}=1}.
Введём обозначение
{\displaystyle p={\frac {a^{2}-b^{2}}{2h^{2}}}\neq 0}.
Тогда
{\displaystyle {\frac {1}{\sqrt {x+p}}}+{\frac {1}{\sqrt {x-p}}}=1}.
Избавление от дробей требует соблюдения условия {\displaystyle x\neq p}, {\displaystyle x\neq -p}.
{\displaystyle {\sqrt {x+p}}+{\sqrt {x-p}}={\sqrt {(x+p)(x-p)}}},
{\displaystyle {\sqrt {x+p}}+{\sqrt {x-p}}={\sqrt {x^{2}-p^{2}}}}.
После возведения в квадрат
{\displaystyle 2(x+{\sqrt {x^{2}-p^{2}}})=x^{2}-p^{2}},
{\displaystyle 2{\sqrt {x^{2}-p^{2}}}=x^{2}-2x-p^{2}}.
Заметим, что при подстановке {\displaystyle x=p} это уравнение обращается в {\displaystyle 0=-2p}, а при подстановке {\displaystyle x=-p} оно обращается в {\displaystyle 0=2p}. Оба эти уравнения несовместны при условии {\displaystyle p\neq 0}. Таким образом, вышеуказанные условия {\displaystyle x\neq p}, {\displaystyle x\neq -p} выполняются автоматически.
Переобозначим параметр:
{\displaystyle P=p^{2}={\frac {(a^{2}-b^{2})^{2}}{4h^{4}}}>0}.
Тогда
{\displaystyle 2{\sqrt {x^{2}-P}}=x^{2}-2x-P}.
Ещё одно возведение в квадрат требует соблюдения условия {\displaystyle x^{2}-2x-P\geq 0}.
{\displaystyle 4(x^{2}-P)=(x^{2}-2x-P)^{2}},
{\displaystyle 4x^{2}-4P=x^{4}+4x^{2}+P^{2}-4x^{3}-2Px^{2}+4Px},
{\displaystyle x^{4}-4x^{3}-2Px^{2}+4Px+P(P+4)=0}.
Если использовать иные подстановки, возможно сведение к уравнению 4 степени более простого вида.

## Решения в целых числах
Существуют решения, в которых все параметры целочисленные. Например,
{\displaystyle (a,b,A,B,w_{1},w_{2},w,h)=(119,70,42,105,16,40,56,30)}.
Для таких решений нужно найти две пифагоровы тройки и целочисленное решение оптического уравнения {\displaystyle {\tfrac {1}{A}}+{\tfrac {1}{B}}={\tfrac {1}{h}}}.

## Использование для складывания бумаги
Рассмотрим оптическое уравнение
{\displaystyle {\frac {1}{A}}+{\frac {1}{B}}={\frac {1}{h}}},
{\displaystyle h={\frac {AB}{A+B}}}.
Если {\displaystyle A=1}, {\displaystyle B={\frac {1}{n}}}, то {\displaystyle h={\frac {1}{n+1}}}.

Складывание прямоугольного листа бумаги втрое с использованием принципа скрещённых лестниц

С помощью этого свойства можно сложить прямоугольный лист бумаги втрое. Одну сторону частично складывают пополам и защипывают, чтобы оставить отметку. Пересечение линии от этой отметки к углу с диагональю лежит на одной трети высоты листа от низа. Теперь можно сложить верх до этой отметки.
Она также находится на одной третьей ширины от левого края. Если сложить правый край до этой отметки, можно сложить лист втрое вдоль.
Аналогично, если сложить левый край дважды, чтобы получить четверти, можно этим приемом получить пятую часть; а сложив левый край трижды и получив восьмые части — получить девятую часть.

## Задача о колодце

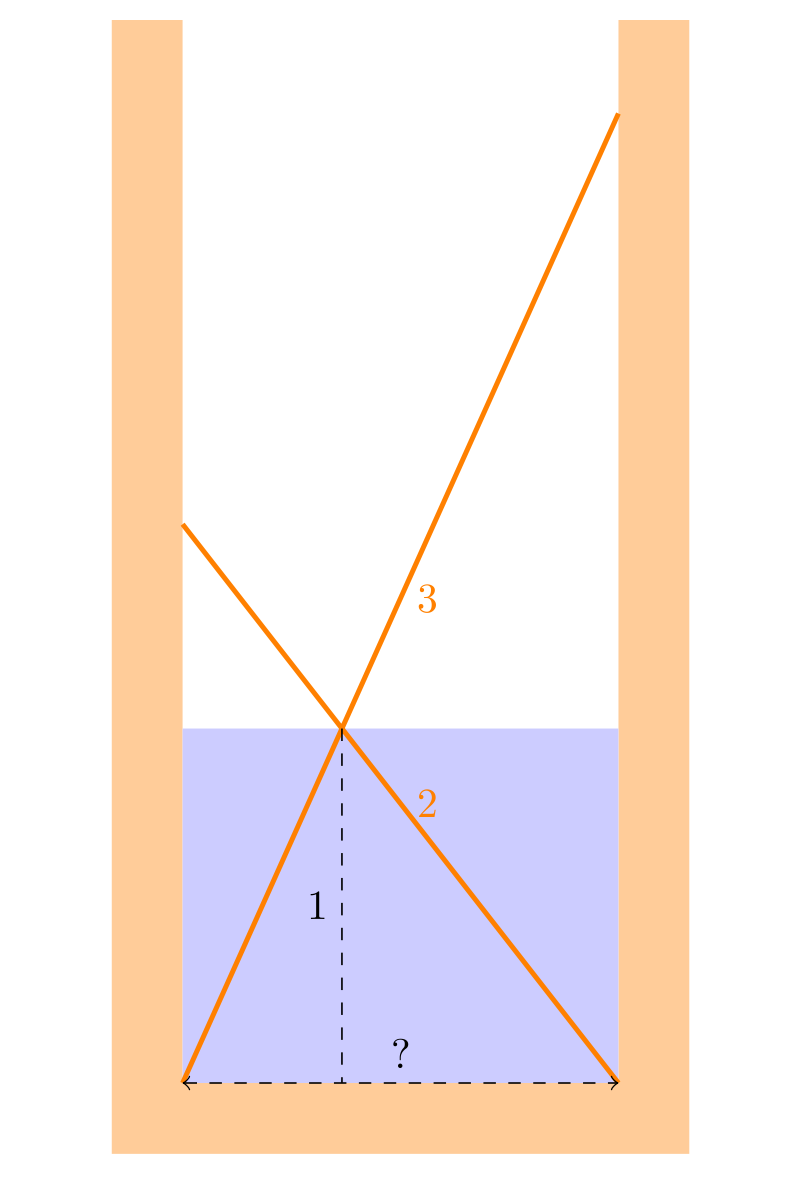
Рисунок к задаче

В русскоязычной среде задача более известна как задача фараона или колодец лотоса.
Условие в целом аналогично задаче с лестницами:

В цилиндрический колодец опустили две тростинки длиной 2 и 3. Каждая тростинка одними концом упирается в стык дна и стенки колодца, а другим концом опираются на его стенку. При этом обе тростинки находятся в одной плоскости, проходящей через ось колодца, и пересекаются. Расстояние от точки их пересечения до дна равно 1. Найти диаметр колодца.

Однако появляется одно дополнительное условие:

Уровень воды в колодце находится как раз на высоте пересечения тростинок.

### Миф
Задача появляется в рассказах фантаста Александра Казанцева «Колодец лотоса» и «Шахматная тайна колодца». Кроме того, она появлялась в статье «Загадка жрецов бога Ра» в журнале «Наука и жизнь», где утверждается, что эта задача была найдена при реальных раскопках в Египте, что не подтверждается иными источниками. Эта статья, вероятно, является мистификацией, возможно, самого Казанцева.
Из этих публикаций вырос популярный миф о том, что эта задача была придумана в Древнем Египте в VIII веке до н. э. и является «прародителем» классических неразрешимых задач: трисекция угла, удвоение куба, квадратура круга.

### Решение
Согласно выкладкам выше сводится к системе ({\displaystyle a=2}, {\displaystyle b=3}, {\displaystyle h=1}, {\displaystyle p=2.5}, {\displaystyle P=6.25})
{\displaystyle x^{4}-4x^{3}-12.5x^{2}+25x+64.0625=0},
{\displaystyle x^{2}-2x-6.25\geq 0}.
Ответ:
{\displaystyle x\approx 4.98418},
{\displaystyle w={\sqrt {6.5-x}}\approx 1.23119}.

### Решение с помощью мокрых частей тростинок
Дополнительное условие о воде в колодце намекает, что можно измерить длины мокрых частей тростинок {\displaystyle a_{1}} и {\displaystyle b_{1}}. Тогда диаметр колодца вычисляется легко:
{\displaystyle w={\sqrt {a_{1}^{2}-h^{2}}}+{\sqrt {b_{1}^{2}-h^{2}}}}.

### Приблизительное решение измерением
В рассказе Казанцева «Колодец лотоса» древнеегипетский испытуемый не использует планиметрию вовсе, а измеряет колодец непосредственно, используя тростинки и их мокрые части в качестве мер. Из разности длин тростинок получает меру {\displaystyle 1} (точно), затем из разности длин мокрых частей тростинок меру {\displaystyle {\tfrac {1}{6}}} (приблизительно). Получив в дальнейшем ещё одну меру {\displaystyle {\tfrac {1}{10}}}, он получает приблизительный ответ
{\displaystyle 1+2\cdot {\tfrac {1}{6}}-{\tfrac {1}{10}}={\tfrac {37}{30}}=1.23333\dots },
который принимается его экзаменаторами как верный.

### Вид точного решения
Оценить соотношение простоты задачи и сложности ответа можно по виду точного решения. Один из вариантов его записи выглядит так:
{\displaystyle w={\frac {2}{\sqrt {{\frac {5}{\left({\frac {4}{1-{\sqrt {1+x-{\sqrt {{\frac {64}{25x}}-x^{2}}}}}}}-2\right)^{2}-9}}+1}}}}
где
{\displaystyle x={\sqrt {{\frac {8}{5}}\left({\frac {u}{3}}-{\frac {1}{u}}\right)}}}
{\displaystyle u={\sqrt[{3}]{{\frac {3}{5}}\left(9+2{\sqrt {39}}\right)}}{}}